# رسم إيضاحي (فن)

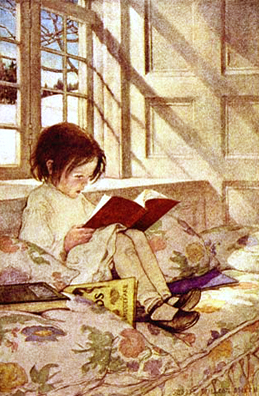
رسم توضيحي بفرشاة جيسي ويلكوكس سميث

الترقين أو الرسم الإيضاحي (بالإنجليزية: Illustration) هو أسلوب فني يمكن التعبير عنه وعرضه بالرسم أو التصوير الفني أو التصوير الضوئي أو أي عمل فني آخر، يكون الغرض منه التوضيح أو إملاء المعلومات الحسية (كما في قصة أو قصيدة أو مقال صحفي).

## التاريخ

### التاريخ المبكر
أقدم رسومات الإيضاحية التي تم اكتشافها وجدت في الكهوف، وقد تم رسمها في العصر الحجري القديم.
وضع الإغريق والرومان أشكالًا موسعةً في الفن، حتى في بعض أنواع الجرافيتي, والذي يمكن مشاهدته في بومبي (خاصةً في مداخل المواخير). عام 200م استخدمت تقنية الطباعة الخشبية في شرق آسيا، ما يمكن اعتباره الخطوة الثانية في تاريخ هذا الفن.
قبل القرن الخامس عشر كانت الرسوم التوضيحية تدرج إلى الكتب يدويًا.